# Центр Плюс
«Центр Plus» — бесплатная рекламная газета, распространяемая методом бесплатной спам-доставки по почтовым ящикам в Москве, Санкт-Петербурге и Ростове-на-Дону.

## История
Газета зарегистрирована в региональной инспекции по защите свободы печати и массовой информации г.Санкт-Петербург рег.№ П-1220 от 18.11.94г. 
Летом 1996 г. в редакции газеты «Центр Plus» была организована и состоялась первая прямая телефонная линия между мэром Москвы Юрием Лужковым и читателями газеты. В этом же году была проведена попытка отстранения от должности генерального директора Андрея Мальгина, в 2008 газета продана холдингу «Медиа3», выпускавшему газету «Экстра М».
В 1997 г. газета стала выходить в свет двумя выпусками - «Восток» и «Запад», - и распространяться, соответственно, в восточной и западной частях Москвы и ближайшего Подмосковья. Летом 2002 г. газета сменила 5-колонную верстку на 8-колонную. Позднее сменила формат с чёрно-белого на цветной. В таком виде газета выходит до сих пор. 
В мае 2014 года руководство  газеты произвело ребрендинг издания. Был обновлен логотип, появилась афиша, ТВ-программа, сканворды, судоку, гороскоп, статейный материал, проходят конкурсы с ценными призами для читателей. К распространению по почтовым ящикам добавлено промораспространение у станций московского метрополитена.

## Материалы
Бо́льшую часть объема издания составляют реклама, а также статейные и развлекательные материалы.